# Cinema Paradiso
Cinema Paradiso (originaltitel: Nuovo Cinema Paradiso) är en italiensk dramafilm från 1988, skriven och regisserad av Giuseppe Tornatore, med Philippe Noiret och Salvatore Cascio i huvudrollerna. Filmen vann flera priser, bland annat Juryns stora pris vid filmfestivalen i Cannes samt en Oscar för bästa utländska film. I november 2018 låg filmen på plats 54 på IMDb över de 250 bästa filmerna som gjorts.

## Handling
Filmen handlar om en pojke vid namn Salvatore Di Vita, men som kallas för Totò. Filmen börjar när Salvatore är vuxen och berättar huvudsakligen i tillbakablickar till hans barndom. Totò är mycket intresserad av film och biografer. Han blir god vän med biografens maskinist som heter Alfredo.
En kväll under en filmvisning hände det en olycka. Hela bion brann upp. Alfredo försökte stoppa elden men det gick inte. Den femårige pojken Totò sprang in i elden och räddade livet på Alfredo. På grund av olyckan blev Alfredo blind. Totò fick ta över jobbet som biomaskinist.
När Salvatore går i gymnasiet träffar han en flicka som heter Elena. Salvatore blir förälskad i henne och kämpar för att få hennes kärlek. Tyvärr är Elenas pappa emot deras kärlek.
Lite senare flyttade Totò till Rom och blev en jättekänd regissör. Efter 30 år får han ett samtal från sin mamma som berättar att Alfredo har gått bort. Han återvänder till sin barndoms stad. Han träffar släktingar och vänner.
Filmen slutar med att Totò får ett arv från Alfredo med alla bortklippta kyssar som kyrkan censurerat från många års filmer. Filmen är även en postmodernistisk nostalgisk hyllning till biografen som institution.

## Rollista
- Philippe Noiret – Alfredo
- Salvatore Cascio – Salvatore "Totò" som barn
- Marco Leonardi – Salvatore som tonåring
- Jacques Perrin – Salvatore Di Vita som vuxen
- Antonella Attili – Maria som ung
- Enzo Cannavale – Spaccafico
- Isa Danieli – Anna
- Pupella Maggio – Maria som gammal
- Agnese Nano – Elena som tonåring
- Brigitte Fossey – Elena som vuxen
- Leopoldo Trieste – fader Adelfio

## Om filmen
Cinema Paradiso släpptes från början i en 155 minuter lång version, men kortades sedan ner till 123 minuter när den skulle släppas internationellt. Filmen blev en succé och spåddes redan från början att bli en klassiker. Det finns även en 174 minuter lång director's cut-version.
Filmen producerades av Franco Cristaldi och Giovanna Romagnoli. Den blev en av Franco Cristaldis sista filmer eftersom han dog bara några år senare. Musiken komponerades av Ennio Morricone och hans son Andrea Morricone. I en av de mindre rollerna märks den italienska skådespelaren Beatrice Palme (f. 1960), dotter till Ulf Palme. 

## Priser
- Filmfestivalen i Cannes
  - Grand Prix du Jury
- Oscar
  - Bästa utländska film
- Golden Globe
  - Bästa utländska film
- BAFTA
  - Bästa icke-engelskspråkiga film
  - Bästa manliga huvudroll: Philippe Noiret
  - Bästa manliga biroll: Salvatore Cascio
  - Bästa originalmanus: Giuseppe Tornatore
  - Bästa filmmusik: Ennio Morricone och Andrea Morricone